# Ian Ousley
Ian Ousley, född 28 mars 2002 i Toronto, är en kanadensisk skådespelare.
Ousley har bland annat medverkat i TV-serierna Physical och Avatar: The Last Airbender där han spelar en av huvudkaraktärerna, Sokka.

## Filmografi (i urval)
- 2021 – Physical (TV-serie)
- 2024 – Avatar: The Last Airbender (TV-serie)